# コンプリート・アルバム・コレクションCD BOX
『コンプリート・アルバム・コレクションCD BOX』は、2020年10月28日に発売されたオフコースのアルバムCD-BOX。

## 解説
『コンプリート・シングル・コレクションCD BOX』に続き、1970年のデビュー50周年アニバーサリー企画第二弾として、これまで一度も実現しなかった全20タイトルのアルバムをコレクション。東芝EMI（現ユニバーサルミュージック）から発売された15作品(16CD)と併せて、FUN HOUSE（現SONY MUSIC LABELS / Ariola Japan）から発売された5作品(5CD)を加え、20タイトルのアルバムを12cm紙ジャケットCDで復刻。オリジナル14作品、ライブ2作品、ベスト3作品、サウンドトラック1作品を1BOXに収録した全21枚組のCD BOX。収録音源はすべてリマスタリングが施されているほか、小貫信昭による楽曲解説を掲載したブックレットが付属している。
各CDのディスク表面はアルバムのレーベルをリファインしたものがデザインされているほか、いくつかのアルバムに封入されていたポスターやステッカーはいずれもミニチュアサイズで復刻封入されている。なお、『オフ・コース1 ⁄ 僕の贈りもの』は初回盤のゲートフォールドジャケットではなく、シングルジャケットでの復刻となっているほか、各アルバムに付属していた帯やシールは復刻および封入されていない。

## DISC 01『オフ・コース1 / 僕の贈りもの』(UPCX-4278)
1. 僕の贈りもの  –  (3:19)[1]
(作詞：小田和正 / 作曲：小田和正)[3]
2. よみがえるひととき  –  (2:46)[1]
(作詞：小田和正 / 作曲：小田和正)[3]
3. 彼のほほえみ  –  (3:25)[1]
(作詞：鈴木康博 / 作曲：鈴木康博 · 重実博)[3]
4. 水曜日の午後  –  (2:50)[1]
(作詞：小田和正 / 作曲：小田和正)[3]
5. 地球は狭くなりました  –  (2:42)[1]
(作詞：小田和正 / 作曲：小田和正)[3]
6. でももう花はいらない  –  (4:01)[1]
(作詞：鈴木康博 / 作曲：鈴木康博)[3]
7. 歩こう  –  (2:55)[1]
(作詞：鈴木康博 / 作曲：鈴木康博)[3]
8. ほんの少しの間だけ  –  (2:07)[1]
(作詞：小田和正 / 作曲：小田和正)[3]
9. 貼り忘れた写真  –  (2:56)[1]
(作詞：鈴木康博 / 作曲：鈴木康博)[3]
10. 静かな昼下がり  –  (2:19)[1]
(作詞：鈴木康博 / 作曲：鈴木康博)[3]
11. さわやかな朝をむかえるために  –  (3:47)[1]
(作詞：小田和正 / 作曲：小田和正)[3]

| - 全曲 ベーシック・アレンジ：オフ・コース、重実博、矢沢透 - ストリングス・ブラス・アレンジ：青木望 |
| - オリジナル発売：1973/6/5 - ETP-8258                                                              |

## DISC 02『この道をゆけば / オフ・コース・ラウンド2』(UPCX-4279)
1. プロローグ  –  (1:36)[1]
(作詞：鈴木康博 / 作曲：鈴木康博 / 編曲：鈴木康博)[4]
2. すきま風  –  (2:30)[1]
(作詞：鈴木康博 / 作曲：鈴木康博 / 編曲：鈴木康博)[4]
3. はたちの頃  –  (2:38)[1]
(作詞：鈴木康博 / 作曲：鈴木康博 · 重実博 / 編曲：鈴木康博 · 重実博)[4]
4. 日曜日のたいくつ  –  (2:59)[1]
(作詞：鈴木康博 / 作曲：鈴木康博 / 編曲：鈴木康博)[4]
5. 別れの情景 (1)  –  (3:24)[1]
(作詞：小田和正 / 作曲：小田和正 / 編曲：小田和正)[4]
6. 別れの情景 (2)〜もう歌は作れない  –  (3:31)[1]
(作詞：小田和正 / 作曲：小田和正 / 編曲：小田和正)[4]
7. 新しい門出  –  (4:11)[1]
(作詞：鈴木康博 / 作曲：鈴木康博 / 編曲：鈴木康博)[4]
8. あの角をまがれば  –  (2:22)[1]
(作詞：小田和正 / 作曲：小田和正 / 編曲：小田和正)[4]
9. 若すぎて  –  (2:17)[1]
(作詞：鈴木康博 / 作曲：鈴木康博 / 編曲：鈴木康博)[4]
10. のがすなチャンスを  –  (2:37)[1]
(作詞：鈴木康博 / 作曲：鈴木康博 / 編曲：鈴木康博)[4]
11. 首輪のない犬  –  (3:43)[1]
(作詞：小田和正 / 作曲：小田和正 / 編曲：小田和正)[4]
12. わが友よ  –  (1:08)[1]
(作詞：小田和正 / 作曲：小田和正 / 編曲：小田和正)[4]

| - オリジナル発売：1974/5/5 - ETP-8293 |

## DISC 03『秋ゆく街で / オフ・コース・ライヴ・イン・コンサート』(UPCX-4280)
1. WHAT'S GOIN' ON  –  (3:53)[1]
(A.Cleaveland  –  M.Gaye  –  R.Benson)[5]
2. MEDLEY  –  (6:14)[1]
  1. YOUR SONG
(E.John  –  B.Taupin)[5]
  2. WHERE IS THE LOVE
(R.MacDonald  –  W.Salter)[5]
  3. YOU MAKE ME FEEL BRAND NEW
(T.Bell  –  L.Creed)[5]
  4. YOU ARE EVERYTHING
(T.Bell  –  L.Creed)[5]
  5. I WON'T A LAST DAY WITHOUT YOU
(P.Williams  –  R.Nichols)[5]
  6. HOLIDAYS
(M.Polnareff  –  J.L.Dabadie)[5]
  7. ALONE AGAIN (NATURALLY)
(G.O'Sullivan)[5]
  8. TICKET TO RIDE
(J.lennon  –  P.McCartney)[5]
  9. SOMETHING
(G.Harrison)[5]
  10. ALL YOU NEED IS LOVE
(J.lennon  –  P.McCartney)[5]
  11. WHAT THE WORLD NEEDS NOW IS LOVE
(H.David  –  B.Bachrach)[5]
3. 竹田の子守唄  –  (2:35)[1]
(民謡)[5]
4. 白い一日  –  (3:13)[1]
(作詞：小椋佳、作曲：井上陽水)[5]
5. メドレー  –  (7:59)[1]
  1. 悩み多き者よ
(作詞：斉藤哲夫 / 作曲：斉藤哲夫)[5]
  2. 傘がない
(作詞：井上陽水 / 作曲：井上陽水)[5]
6. 青春  –  (3:24)[1]
(作詞：鈴木康博 / 作曲：鈴木康博)[5]
7. 秋ゆく街で  –  (3:07)[1]
(作詞：小田和正 / 作曲：小田和正)[5]
8. 水曜日の午後  –  (2:42)[1]
(作詞：小田和正 / 作曲：小田和正)[5]
9. 僕の贈りもの  –  (2:01)[1]
(作詞：小田和正 / 作曲：小田和正)[5]
10. のがすなチャンスを  –  (2:42)[1]
(作詞：鈴木康博 / 作曲：鈴木康博)[5]
11. 白い帽子  –  (3:02)[1]
(作詞：鈴木康博 / 作曲：鈴木康博)[5]
12. 別れの情景(I)  –  (3:18)[1]
(作詞：小田和正 / 作曲：小田和正)[5]
13. キリストは来ないだろう  –  (4:44)[1]
(作詞：小田和正 / 作曲：小田和正)[5]
14. でももう花はいらない  –  (8:19)[1]
(作詞：鈴木康博 / 作曲：鈴木康博)[5]
15. アンコール: 僕の贈りもの  –  (2:57)[1]
(作詞：小田和正 / 作曲：小田和正)[5]

| - オリジナル発売：1974/12/20 - ETP-72024 |

## DISC 04『ワインの匂い』(UPCX-4281)
1. 雨の降る日に  –  (2:54)[1]
(作詞：小田和正 / 作曲：小田和正)[6]
2. 昨日への手紙  –  (3:08)[1]
(作詞：鈴木康博 / 作曲：鈴木康博)[6]
3. 眠れぬ夜  –  (3:15)[1]
(作詞：小田和正 / 作曲：小田和正)[6]
4. 倖せなんて  –  (2:45)[1]
(作詞：小田和正 / 作曲：小田和正)[6]
5. ワインの匂い  –  (3:13)[1]
(作詞：小田和正 / 作曲：小田和正)[6]
6. あれから君は  –  (3:14)[1]
(作詞：鈴木康博 / 作曲：鈴木康博)[6]
7. 憂き世に  –  (2:54)[1]
(作詞：鈴木康博 / 作曲：鈴木康博)[6]
8. 少年のように  –  (1:42)[1]
(作詞：小田和正 / 作曲：小田和正)[6]
9. 雨よ激しく  –  (3:16)[1]
(作詞：鈴木康博 / 作曲：鈴木康博)[6]
10. 愛の唄  –  (4:16)[1]
(作詞：小田和正 / 作曲：小田和正)[6]
11. 幻想  –  (3:14)[1]
(作詞：小田和正 / 作曲：鈴木康博)[6]
12. 老人のつぶやき  –  (4:26)[1]
(作詞：小田和正 / 作曲：小田和正)[6]

| 全曲 編曲：オフコース                    |
| - オリジナル発売：1975/12/20 - ETP-72123 |

## DISC 05『SONG IS LOVE』(UPCX-4282)
1. ランナウェイ  –  (4:20)[1]
(作詞：鈴木康博 / 作曲：鈴木康博)[7]
2. ピロートーク  –  (3:46)[1]
(作詞：鈴木康博 / 作曲：鈴木康博)[7]
3. こころは気紛れ  –  (3:52)[1]
(作詞：小田和正 / 作曲：小田和正)[7]
4. ひとりで生きてゆければ  –  (3:44)[1]
(作詞：小田和正 / 作曲：小田和正)[7]
5. ひとりよがり  –  (1:40)[1]
(作詞：鈴木康博 / 作曲：鈴木康博)[7]
6. 青春  –  (3:24)[1]
(作詞：鈴木康博 / 作曲：鈴木康博)[7]
7. めぐる季節  –  (3:57)[1]
(作詞：小田和正 / 作曲：小田和正)[7]
8. おもい違い  –  (3:51)[1]
(作詞：鈴木康博 / 作曲：鈴木康博)[7]
9. 青空と人生と  –  (3:16)[1]
(作詞：小田和正 / 作曲：小田和正)[7]
10. 恋はさりげなく  –  (2:50)[1]
(作詞：鈴木康博 / 作曲：鈴木康博)[7]
11. 冬が来るまえに  –  (5:47)[1]
(作詞：小田和正 / 作曲：小田和正)[7]
12. 歌を捧げて  –  (3:13)[1]
(作詞：小田和正 / 作曲：小田和正)[7]

| 全曲 編曲：オフコース                   |
| - オリジナル発売：1976/11/5 - ETP-72212 |

## DISC 06『JUNKTION』(UPCX-4283)
1. INVITATION  –  (4:10)[1]
(作詞：鈴木康博 / 作曲：鈴木康博)[8]
2. 思い出を盗んで  –  (3:54)[1]
(作詞：小田和正 / 作曲：小田和正)[8]
3. 愛のきざし  –  (3:34)[1]
(作詞：小田和正 / 作曲：小田和正)[8]
4. 潮の香り  –  (3:44)[1]
(作詞：鈴木康博 / 作曲：鈴木康博)[8]
5. 秋の気配  –  (3:54)[1]
(作詞：小田和正 / 作曲：小田和正 / ストリングス編曲：小田和正)[8]
6. 変わってゆく女  –  (3:43)[1]
(作詞：鈴木康博 / 作曲：鈴木康博)[8]
7. あなたがいれば  –  (4:24)[1]
(作詞：小田和正 / 作曲：鈴木康博 / ストリングス&ウッドウインド編曲：鈴木康博)[8]
8. 恋人よ そのままで  –  (3:22)[1]
(作詞：鈴木康博 / 作曲：鈴木康博)[8]
9. HERO  –  (7:22)[1]
(作詞：小田和正 · 鈴木康博 / 作曲：小田和正 · 鈴木康博 / ストリングス編曲：小田和正)[8]

| 全曲 編曲：オフコース                  |
| - オリジナル発売：1977/9/5 - ETP-72269 |

## DISC 07『SELECTION 1973-78』(UPCX-4284)
1. やさしさにさようなら  –  (3:59)[1]
(作詞：小田和正 / 作曲：小田和正 / ストリングス編曲：小田和正)[9]
2. 通りすぎた夜  –  (4:10)[1]
(作詞：鈴木康博 / 作曲：鈴木康博)[9]
3. 僕の贈りもの  –  (3:38)[1]
(作詞：小田和正 / 作曲：小田和正 / ストリングス編曲：深町純)[9]
4. でももう花はいらない  –  (4:00)[1]
(作詞：鈴木康博 / 作曲：鈴木康博 / ストリングス編曲：青木望)[9]
5. 水曜日の午後  –  (2:47)[1]
(作詞：小田和正 / 作曲：小田和正)[9]
6. のがすなチャンスを  –  (3:17)[1]
(作詞：鈴木康博 / 作曲：鈴木康博)[9]
7. 別れの情景I  –  (3:27)[1]
(作詞：小田和正 / 作曲：小田和正 / ストリングス編曲：小田和正)[9]
8. 眠れぬ夜  –  (3:08)[1]
(作詞：小田和正 / 作曲：小田和正)[9]
9. ワインの匂い  –  (3:15)[1]
(作詞：小田和正 / 作曲：小田和正)[9]
10. 愛の唄  –  (4:12)[1]
(作詞：小田和正 / 作曲：小田和正 / ストリングス編曲：小田和正)[9]
11. こころは気紛れ  –  (3:46)[1]
(作詞：小田和正 / 作曲：小田和正)[9]
12. 青春  –  (3:22)[1]
(作詞：鈴木康博 / 作曲：鈴木康博)[9]
13. 潮の香り  –  (3:44)[1]
(作詞：鈴木康博 / 作曲：鈴木康博)[9]
14. 秋の気配  –  (4:00)[1]
(作詞：小田和正 / 作曲：小田和正 / ストリングス編曲：小田和正)[9]

| 全曲 編曲：オフコース                  |
| - オリジナル発売：1978/5/5 - ETP-80015 |

## DISC 08『FAIRWAY』(UPCX-4285)
1. あなたのすべて  –  (3:53)[1]
(作詞：小田和正 / 作曲：小田和正)[10]
2. 美しい思い出に  –  (4:55)[1]
(作詞：鈴木康博 / 作曲：鈴木康博 / ホーンセクション編曲：鈴木康博)[10]
3. いつもふたり  –  (2:31)[1]
(作詞：小田和正 / 作曲：小田和正)[10]
4. 夢  –  (3:20)[1]
(作詞：鈴木康博 / 作曲：鈴木康博)[10]
5. この空にはばたく前に  –  (4:20)[1]
(作詞：鈴木康博 / 作曲：鈴木康博)[10]
6. 夏の終り  –  (3:45)[1]
(作詞：小田和正 / 作曲：小田和正 / ストリングス編曲：小田和正)[10]
7. 季節は流れて  –  (4:00)[1]
(作詞：鈴木康博 / 作曲：鈴木康博)[10]
8. 失恋のすすめ  –  (2:45)[1]
(作詞：鈴木康博 / 作曲：鈴木康博 / ブラスセクション編曲：鈴木康博)[10]
9. 去っていった友へ －T氏に捧げる－  –  (3:19)[1]
(作詞：小田和正 / 作曲：小田和正 / ストリングス編曲：小田和正)[10]
10. 心さみしい人よ  –  (5:53)[1]
(作詞：小田和正 / 作曲：小田和正)[10]

| 全曲 編曲：オフコース                   |
| - オリジナル発売：1978/10/5 - ETP-80040 |

## DISC 09『Three and Two』(UPCX-4286)
1. 思いのままに  –  (4:42)[1]
(作詞：小田和正 / 作曲：小田和正)[11]
2. 恋を抱きしめよう  –  (4:05)[1]
(作詞：鈴木康博 / 作曲：鈴木康博)[11]
3. その時はじめて  –  (4:20)[1]
(作詞：小田和正 / 作曲：小田和正)[11]
4. 歴史は夜つくられる  –  (4:12)[1]
(作詞：鈴木康博 / 作曲：鈴木康博)[11]
5. 愛を止めないで  –  (3:53)[1]
(作詞：小田和正 / 作曲：小田和正)[11]
6. SAVE THE LOVE  –  (8:18)[1]
(作詞：鈴木康博 / 作曲：鈴木康博)[11]
7. 汐風のなかで  –  (3:49)[1]
(作詞：鈴木康博 / 作曲：鈴木康博)[11]
8. 愛あるところへ  –  (4:46)[1]
(作詞：小田和正 / 作曲：小田和正)[11]
9. 生まれ来る子供たちのために
〜「いつもいつも」  –  (6:21)[1]
(作詞：小田和正 / 作曲：小田和正)[11]

| 全曲 編曲：オフコース                    |
| - オリジナル発売：1979/10/20 - ETP-80107 |

## DISC 10+11『LIVE』(UPCX-4287~8)

### CD1 (UPCX-4287)
1. 愛を止めないで  –  (3:25)[1]
(作詞：小田和正 / 作曲：小田和正)[12]
2. Run Away  –  (4:13)[1]
(作詞：鈴木康博 / 作曲：鈴木康博)[12]
3. 恋を抱きしめよう  –  (4:28)[1]
(作詞：鈴木康博 / 作曲：鈴木康博)[12]
4. 雨の降る日に  –  (2:43)[1]
(作詞：小田和正 / 作曲：小田和正)[12]
5. 思いのままに  –  (7:08)[1]
(作詞：小田和正 / 作曲：小田和正)[12]
6. 風に吹かれて  –  (4:35)[1]
(作詞：小田和正 / 作曲：小田和正)[12]
7. 汐風のなかで  –  (3:54)[1]
(作詞：鈴木康博 / 作曲：鈴木康博)[12]
8. 失恋のすすめ  –  (2:50)[1]
(作詞：鈴木康博 / 作曲：鈴木康博)[12]
9. 老人のつぶやき  –  (3:16)[1]
(作詞：小田和正 / 作曲：小田和正)[12]
10. さわやかな朝を迎えるために  –  (2:54)[1]
(作詞：鈴木康博 / 作曲：鈴木康博)[12]
11. Chili's Song  –  (2:40)[1]
(作曲：松尾一彦)[12]

### CD2 (UPCX-4288)
1. 歴史は夜つくられる  –  (4:20)[1]
(作詞：鈴木康博 / 作曲：鈴木康博)[12]
2. 君を待つ渚  –  (4:51)[1]
(作詞：小田和正 / 作曲：松尾一彦)[12]
3. SAVE THE LOVE  –  (8:50)[1]
(作詞：鈴木康博 / 作曲：鈴木康博)[12]
4. 生まれ来る子供たちのために  –  (5:41)[1]
(作詞：小田和正 / 作曲：小田和正)[12]
5. さよなら  –  (5:20)[1]
(作詞：小田和正 / 作曲：小田和正)[12]
6. のがすなチャンスを  –  (6:56)[1]
(作詞：鈴木康博 / 作曲：鈴木康博)[12]
7. 愛を止めないで  –  (5:06)[1]
(作詞：小田和正 / 作曲：小田和正)[12]
8. 僕の贈りもの (インスト)  –  (1:24)[1]
(作曲：小田和正)[12]

| 全曲 編曲：オフコース                    |
| - オリジナル発売：1980/5/5 - ETP-60380-1 |

| CD 1 | CD 1 | CD 1       | CD 1 | CD 1                                 |  | CD 2 | CD 2 | CD 2      | CD 2 | CD 2                                 |
| 1 |      | 1980.2.5   |      | 新宿厚生年金会館                     |  | 1    |      | 1980.1.14 |      | 横浜神奈川県民ホール                 |
| 2 |      | 1980.2.5   |      | 新宿厚生年金会館                     |  | 2    |      | 1980.2.4  |      | 新宿厚生年金会館                     |
| 3 |      | 1980.2.5   |      | 新宿厚生年金会館                     |  | 3    |      | 1980.2.5  |      | 新宿厚生年金会館                     |
| 4 |      | 1980.2.5   |      | 新宿厚生年金会館                     |  | 4    |      | 1980.2.5  |      | 新宿厚生年金会館                     |
| 5 |      | 1980.2.5   |      | 新宿厚生年金会館                     |  |      |      |           |      |                                      |
| |      |            |      |                                      |  | 5    |      | 1980.2.4  |      | 新宿厚生年金会館                     |
| 6 |      | 1979.11.22 |      | 札幌厚生年金会館                     |  | 6    |      | 1980.2.5  |      | 新宿厚生年金会館                     |
| 7 |      | 1980.2.5   |      | 新宿厚生年金会館                     |  | 7    |      | 1980.1.14 |      | 横浜神奈川県民ホール                 |
| 8 |      | 1980.2.5   |      | 新宿厚生年金会館                     |  | 8    |      | 1977.4.25 |      | 九段会館「小さな部屋」コンサートより |
| 9 |      | 1979.6.20  |      | 広島郵便貯金会館                     |  |      |      |           |      |                                      |
| 10 |      | 1979.8.4   |      | 田園コロシアム                       |  |      |      |           |      |                                      |
| 11 |      | 1977.4.25  |      | 九段会館「小さな部屋」コンサートより |  |      |      |           |      |                                      |
| |      |            |      |                                      |  |      |      |           |      |                                      |
| - ●CD1-6「風に吹かれて」は、札幌厚生年金会館のテープ・レコーダーを使って録音されたものです。 - ●CD1-9「老人のつぶやき」は、広島郵便貯金会館のテープ・レコーダーを使って録音されたものです。 - ●CD1-11「Chili's Song」CD2-8「僕の贈りもの」は、カセット・テープで録音されたものです。 |      |            |      |                                      |  |      |      |           |      |                                      |

## DISC 12『We are』(UPCX-4289)
1. 時に愛は  –  (5:47)[1]
(作詞：小田和正 / 作曲：小田和正)[13]
2. 僕等の時代  –  (3:52)[1]
(作詞：小田和正 / 作曲：小田和正)[13]
3. おまえもひとり  –  (4:25)[1]
(作詞：鈴木康博 · 清水仁 / 作曲：鈴木康博)[13]
4. あなたより大切なこと  –  (4:23)[1]
(作詞：小田和正 / 作曲：小田和正)[13]
5. いくつもの星の下で  –  (4:25)[1]
(作詞：鈴木康博 / 作曲：鈴木康博)[13]
6. 一億の夜を越えて  –  (4:31)[1]
(作詞：「安部光俊 / 作曲：鈴木康博)[13]
7. せつなくて  –  (4:30)[1]
(作詞：大間仁世 · 松尾一彦 / 作曲：松尾一彦)[13]
8. Yes-No  –  (4:35)[1]
(作詞：小田和正 / 作曲：小田和正)[13]
9. 私の願い  –  (3:37)[1]
(作詞：小田和正 / 作曲：小田和正)[13]
10. きかせて  –  (4:33)[1]
(作詞：小田和正 / 作曲：小田和正)[13]

| 全曲 編曲：オフコース                    |
| - オリジナル発売：1980/11/21 - ETP-90038 |

## DISC 13『SELECTION 1978-81』(UPCX-4290)
1. 風に吹かれて  –  (4:09)[1]
(作詞：小田和正 / 作曲：小田和正)[14]
2. 夏の終り  –  (3:46)[1]
(作詞：小田和正 / 作曲：小田和正)[14]
3. 愛を止めないで  –  (3:42)[1]
(作詞：小田和正 / 作曲：小田和正)[14]
4. せつなくて  –  (4:30)[1]
(作詞：大間仁世 · 松尾一彦 / 作曲：松尾一彦)[14]
5. 生まれ来る子供たちのために  –  (4:53)[1]
(作詞：小田和正 / 作曲：小田和正)[14]
6. さよなら  –  (5:01)[1]
(作詞：小田和正 / 作曲：小田和正)[14]
7. Yes-No  –  (5:01)[1]
(作詞：小田和正 / 作曲：小田和正)[14]
8. 愛の終わる時  –  (5:11)[1]
(作詞：鈴木康博 / 作曲：鈴木康博)[14]
9. 一億の夜を越えて  –  (4:23)[1]
(作詞：安部光俊 / 作曲：鈴木康博)[14]
10. いくつもの星の下で  –  (4:23)[1]
(作詞：鈴木康博 / 作曲：鈴木康博)[14]
11. I LOVE YOU  –  (5:03)[1]
(作詞：小田和正 / 作曲：小田和正)[14]

| 全曲 編曲：オフコース                  |
| - オリジナル発売：1981/9/1 - ETP-90106 |

## DISC 14『over』(UPCX-4291)
1. 心はなれて  –  (2:05)[1]
(作曲：小田和正)[15]
2. 愛の中へ  –  (5:49)[1]
(作詞：小田和正 / 作曲：小田和正)[15]
3. 君におくる歌  –  (4:39)[1]
(作詞：鈴木康博 · 大間仁世 / 作曲：鈴木康博)[15]
4. ひととして  –  (3:56)[1]
(作詞：小田和正 / 作曲：小田和正)[15]
5. メインストリートをつっ走れ  –  (4:18)[1]
(作詞：鈴木康博 · 大間仁世 · 安部光俊 / 作曲：鈴木康博)[15]
6. 僕のいいたいこと  –  (4:53)[1]
(作詞：小田和正 · 大間仁世 · 松尾一彦 / 作曲：松尾一彦 / ストリングス編曲：鈴木康博)[15]
7. 哀しいくらい  –  (5:10)[1]
(作詞：小田和正 / 作曲：小田和正)[15]
8. 言葉にできない  –  (6:24)[1]
(作詞：小田和正 / 作曲：小田和正 / ストリングス編曲：小田和正)[15]
9. 心はなれて  –  (3:34)[1]
(作詞：小田和正 / 作曲：小田和正 / ストリングス編曲：小田和正)[15]

| 全曲 編曲：オフコース                   |
| - オリジナル発売：1981/12/1 - ETP-90150 |

## DISC 15『I LOVE YOU』(UPCX-4292)
1. YES-YES-YES  –  (3:49)[1]
(作詞：小田和正 / 作曲：小田和正)[16]
2. 素敵なあなた  –  (5:18)[1]
(作詞：鈴木康博 / 作曲：鈴木康博)[16]
3. 愛のゆくえ  –  (5:12)[1]
(作詞：鈴木康博 / 作曲：鈴木康博)[16]
4. 哀しき街  –  (5:59)[1]
(作詞：小田和正 / 作曲：松尾一彦)[16]
5. 揺れる心  –  (4:04)[1]
(作詞：鈴木康博 / 作曲：鈴木康博)[16]
6. きっと同じ  –  (1:53)[1]
(作詞：小田和正 / 作曲：小田和正)[16]
7. かかえきれないほどの愛  –  (4:18)[1]
(作詞：清水仁 · 大間仁世 · 松尾一彦 / 作曲：松尾一彦)[16]
8. 決して彼等のようではなく  –  (4:39)[1]
(作詞：小田和正 / 作曲：小田和正)[16]
9. I LOVE YOU (アルバム・バージョン)  –  (5:36)[1]
(作詞：小田和正 / 作曲：小田和正)[16]

| 全曲 編曲：オフコース                  |
| - オリジナル発売：1982/7/1 - ETP-90180 |

## DISC 16『NEXT SOUND TRACK』(UPCX-4923)
1. メドレー  –  (8:28)[1]
  1. ファンファーレ
(作曲：小田和正)[17]
  2. プロローグ
(作曲：鈴木康博 / 編曲：オフコース)[17]
  3. こころは気紛れ
(作詞：小田和正 / 作曲：小田和正 / 編曲：オフコース)[17]
  4. やさしさにさようなら
(作詞：小田和正 / 作曲：小田和正 / 編曲：オフコース)[17]
  5. 風に吹かれて
(作詞：小田和正 / 作曲：小田和正 / 編曲：オフコース)[17]
  6. 恋を抱きしめよう
(作詞：鈴木康博 / 作曲：鈴木康博)[17]
  7. 眠れぬ夜
(作詞：小田和正 / 作曲：小田和正 / 編曲：オフコース)[17]
  8. 時に愛は
(作詞：小田和正 / 作曲：小田和正 / 編曲：オフコース)[17]
  9. せつなくて
(作詞：大間仁世 · 松尾一彦 / 作曲：松尾一彦)[17]
  10. きかせて
(作詞：小田和正 / 作曲：小田和正)[17]
  11. 揺れる心
(作詞：鈴木康博 / 作曲：鈴木康博 / 編曲：オフコース)[17]
  12. YES-YES-YES
(作詞：小田和正 / 作曲：小田和正 / 編曲：オフコース)[17]
  13. Yes-No
(作詞：小田和正 / 作曲：小田和正 / 編曲：オフコース)[17]
  14. 一億の夜を越えて
(作詞：安部光俊 / 作曲：鈴木康博 / 編曲：オフコース)[17]
  15. 言葉にできない
(作詞：小田和正 / 作曲：小田和正 / 編曲：オフコース)[17]
  16. I LOVE YOU
(作詞：小田和正 / 作曲：小田和正 / 編曲：オフコース)[17]
  17. 愛を止めないで
(作詞：小田和正 / 作曲：小田和正 / 編曲：オフコース)[17]
  18. ファンファーレ
(作曲：小田和正)[17]
2. 流れゆく時の中で（インスト）  –  (1:41)[1]
(作詞：鈴木康博 / 作曲：鈴木康博)[17]
3. 眠れぬ夜  –  (3:16)[1]
(作詞：小田和正 / 作曲：小田和正 / 編曲：オフコース)[17]
4. さよなら  –  (5:01)[1]
(作詞：小田和正 / 作曲：小田和正 / 編曲：オフコース)[17]
5. 一億の夜を越えて  –  (4:30)[1]
(作詞：安部光俊 / 作曲：鈴木康博 / 編曲：オフコース)[17]
6. さよなら（インスト）  –  (2:49)[1]
(作詞：小田和正 / 作曲：小田和正 / 編曲：オフコース)[17]
7. NEXTのテーマ -僕等がいた-  –  (5:42)[1]
(作詞：小田和正 / 作曲：小田和正 / 編曲：オフコース)[17]
8. 流れゆく時の中で  –  (4:27)[1]
(作詞：鈴木康博 / 作曲：鈴木康博 / 編曲：オフコース)[17]
9. I LOVE YOU  –  (6:47)[1]
(作詞：小田和正 / 作曲：小田和正)[17]
10. YES-YES-YES  –  (3:51)[1]
(作詞：小田和正 / 作曲：小田和正 / 編曲：オフコース)[17]
11. NEXTのテーマ（インスト）  –  (3:47)[1]
(作曲：小田和正 / 編曲：オフコース)[17]

| - オリジナル発売：1982/9/21 - ETP-90200 |

## DISC 17『The Best Year of My Life』(UPCX-4294(TDCD 91313))
1. 恋びとたちのように  –  (5:10)[1]
(作詞：小田和正 / 作曲：小田和正)[18]
2. 夏の日  –  (5:03)[1]
(作詞：小田和正 / 作曲：小田和正)[18]
3. 僕等の世界に  –  (4:33)[1]
(作詞：小田和正 / 作曲：松尾一彦)[18]
4. 君が、嘘を、ついた  –  (4:41)[1]
(作詞：小田和正 / 作曲：小田和正)[18]
5. 緑の日々  –  (4:36)[1]
(作詞：小田和正 / 作曲：小田和正)[18]
6. 愛を切り裂いて  –  (5:03)[1]
(作詞：小田和正 / 作曲：松尾一彦)[18]
7. 愛よりも  –  (4:14)[1]
(作詞：大間仁世 · 松尾一彦 / 作曲：松尾一彦)[18]
8. 気をつけて  –  (5:44)[1]
(作詞：小田和正 / 作曲：小田和正)[18]
9. ふたりで生きている  –  (2:38)[1]
(作詞：小田和正 / 作曲：小田和正)[18]

| 全曲 編曲：オフコース                   |
| - オリジナル発売：1984/6/21 - 28FB-2002 |

## DISC 18『Back Streets of Tokyo』(UPCX-4295(TDCD 91314))
1. FOOL (WHAT DOES A FOOL DO NOW) （原曲：恋びとたちのように）  –  (4:51)[1]
(作詞：Randy Goodrum / 作曲：小田和正)[19]
2. SECOND CHANCE （原曲：Call）  –  (4:42)[1]
(作詞：Randy Goodrum / 作曲：小田和正)[19]
3. LOVE'S DETERMINATION （原曲：Last Night）  –  (5:02)[1]
(作詞：Randy Goodrum / 作曲：松尾一彦)[19]
4. HER PRETENDER （原曲：気をつけて）  –  (5:39)[1]
(作詞：Randy Goodrum · 小田和正 / 作曲：Randy Goodrum · 小田和正)[19]
5. EYES IN THE BACK OF MY HEART （原曲：君が、嘘を、ついた）  –  (4:56)[1]
(作詞：Randy Goodrum / 作曲：小田和正)[19]
6. MELODY （原曲：哀しいくらい）  –  (4:31)[1]
(作詞：Randy Goodrum · 小田和正 / 作曲：Randy Goodrum · 小田和正)[19]
7. LOVE'S ON FIRE （原曲：愛を切り裂いて）  –  (5:05)[1]
(作詞：Randy Goodrum · 小田和正 / 作曲：Randy Goodrum · 小田和正)[19]
8. ENDLESS NIGHTS （原曲：たそがれ）  –  (4:48)[1]
(作詞：Randy Goodrum / 作曲：小田和正)[19]

| 全曲 編曲：オフコース · Peter Wolf     |
| - オリジナル発売：1985/8/1 - 28FB-2020 |

## DISC 19『as close as possible』(UPCX-4296(TDCD 91315))
1. もっと近くに -as close as possible-  –  (5:34)[1]
(作詞：小田和正 · Randy Goodrum / 作曲：小田和正 / 編曲：オフコース · Dann Huff)[20]
2. IT'S ALL RIGHT -ANYTHING FOR YOU-  –  (4:43)[1]
(作詞：小田和正 / 作曲：小田和正 / 編曲：オフコース · Dann Huff)[20]
3. ガラスの破片  –  (4:43)[1]
(作詞：秋元康 / 作曲：松尾一彦 / 編曲：オフコース · Dann Huff)[20]
4. 白い渚で  –  (4:24)[1]
(作詞：小田和正 / 作曲：小田和正 / 編曲：オフコース · Dann Huff)[20]
5. Tiny Pretty Girl  –  (4:28)[1]
(作詞：松本一起 / 作曲：清水仁 · 松尾一彦 / 編曲：オフコース · Dann Huff)[20]
6. Love Everlasting  –  (4:44)[1]
(作詞：Randy Goodrum / 作曲：Dann Huff / 編曲：オフコース · Dann Huff)[20]
7. I'm a man  –  (5:05)[1]
(作詞：秋元康 / 作曲：松尾一彦 / 編曲：オフコース)[20]
8. 心の扉  –  (3:55)[1]
(作詞：松本一起 · 小田和正 / 作曲：清水仁 · 松尾一彦 / 編曲：オフコース)[20]
9. SHE'S GONE  –  (3:39)[1]
(作詞：小田和正 / 作曲：小田和正 · 松尾一彦 / 編曲：オフコース)[20]
10. 嘘と噂  –  (4:37)[1]
(作詞：小田和正 / 作曲：小田和正 / 編曲：オフコース)[20]

| - オリジナル発売：1987/3/28 - 28FB-2081 |

## DISC 20『IT'S ALL RIGHT OFF COURSE SELECTION III 1984-1987』(UPCX-4297(TDCD 91316))
1. IT'S ALL RIGHT (ANYTHING FOR YOU)  –  (4:08)[1]
(作詞：小田和正 / 作曲：小田和正)[21]
2. 君が、嘘を、ついた  –  (4:23)[1]
(作詞：小田和正 / 作曲：小田和正)[21]
3. 夏の日  –  (4:49)[1]
(作詞：小田和正 / 作曲：小田和正)[21]
4. 君の倖せを祈れない  –  (4:17)[1]
(作詞：小田和正 / 作曲：松尾一彦)[21]
5. 緑の日々  –  (4:33)[1]
(作詞：小田和正 / 作曲：小田和正)[21]
6. call  –  (4:24)[1]
(作詞：小田和正 / 作曲：小田和正)[21]
7. たそがれ  –  (4:47)[1]
(作詞：小田和正 · Randy Goodrum / 作曲：小田和正)[21]
8. LAST NIGHT  –  (4:58)[1]
(作詞：秋元康 / 作曲：松尾一彦 / 編曲：オフコース)[20]
9. 夏から夏まで  –  (3:49)[1]
(作詞：小田和正 / 作曲：小田和正)[21]
10. ぜんまいじかけの嘘  –  (4:31)[1]
(作詞：秋元康 / 作曲：松尾一彦 / 編曲：オフコース)[20]
11. 時代のかたすみで（せめて、今だけ）  –  (3:44)[1]
(作詞：小田和正 / 作曲：小田和正)[21]

| 全曲 編曲：オフコース                                  |
| - オリジナル発売：1987/7/5 - 28FB-2101:LP 32FD-1068:CD |

## DISC 21『Still a long way to go』(UPCX-4298(TDCD 91317))
1. 君住む街へ  –  (5:08)[1]
(作詞：小田和正 / 作曲：小田和正)[22]
2. she's so wonderful  –  (4:37)[1]
(作詞：小田和正 / 作曲：小田和正)[22]
3. I can't stand this  –  (4:01)[1]
(作詞：松本一起 · 小田和正 / 作曲：清水仁 · 松尾一彦)[22]
4. 陽射しの中で  –  (4:10)[1]
(作詞：松本一起 / 作曲：松尾一彦)[22]
5. 夏の別れ  –  (4:32)[1]
(作詞：小田和正 / 作曲：小田和正)[22]
6. still a long way to go -また会う日まで-  –  (4:00)[1]
(作詞：小田和正 / 作曲：小田和正)[22]
7. 多分 その哀しみは  –  (4:44)[1]
(作詞：小田和正 / 作曲：小田和正)[22]
8. 逢いたい  –  (5:05)[1]
(作詞：吉田拓郎 / 作曲：清水仁)[22]
9. 悲しい愛を終わらせて  –  (5:03)[1]
(作詞：小田和正 / 作曲：小田和正)[22]
10. 僕らしい夏  –  (5:23)[1]
(作詞：松本一起 / 作曲：松尾一彦)[22]
11. 昨日 見た夢  –  (4:50)[1]
(作詞：小田和正 / 作曲：小田和正)[22]

| 全曲 編曲：オフコース                                  |
| - オリジナル発売：1988/6/9 - 28FB-7007:LP 32FD-7007:CD |

## クレジット
| 小田和正   |  | Kazumasa Oda / Keyboard                |
| 鈴木康博   |  | Yasuhiro Suzuki / Guitars              |
| 清水仁     |  | Hitoshi Shimizu / Electric Bass        |
| 大間ジロー |  | Hitose “Jiro” Oma / Drums & Percussion |
| 松尾一彦   |  | Kazuhiko Matsuo / Guitar & Harmonica   |

### スタッフ
| Re-mastered by 石橋香 (Sony Music Studios Tokyo) |
| Executive Adviser 木下智明 (FAR EAST CLUB)       |
| Art Direction & Design 齋藤舟馬 (T&M Creative)   |
| Visual Coordinator 假屋恵 (T&M Creative)         |
|                                                  |

| Label Director |  | - 浦田功 (UNIVERSAL MUSIC) - 野口悦子 (Sony Music Labels Inc.) / 曽我直美 (Sony Music Direct Inc.) |

| A&R Coordinator 藤原繁樹 (UNIVERSAL MUSIC)                                          |
| Promotion X PROMOTIONS (UNIVERSAL MUSIC)                                            |
| Digital Promotion 廣田亨 (UNIVERSAL MUSIC)                                          |
| A&R DESK 渡部清隆 · 山根裕子 (UNIVERSAL MUSIC)                                      |
| Sales Promotion 塩川直樹 · 日比成一 (UNIVERSAL MUSIC)                               |
| Supervisor 丹波浩之 · 石田雅裕 (FUJIPACIFIC MUSIC INC.)                             |
|                                                                                     |
| DISC 17〜21 Licensed by Sony Music Labels Inc.                                      |
| ジャケット協力 : ソニーミュージックレーベルズ / アリオラジャパン                    |
|                                                                                     |
| Thanks to                                                                           |
| 後藤朱美 (Sony Music Studios Tokyo) / 川崎宏 (Sony Music Labels Inc.)               |
| 廣瀬哲 (UNIVERSAL MUSIC)                                                            |
|                                                                                     |
| Special Thanks to FAR EAST CLUB / Big Pink / Shimizu Company/ 仁武有限会社 / 松尾組 |

| Executive Producer |  | - 朝妻一郎 (FUJI PACIFIC MUSIC INC.) - 中村卓 · 子安次郎 (UNIVERSAL MUSIC) |